# Zélóti (Judea)

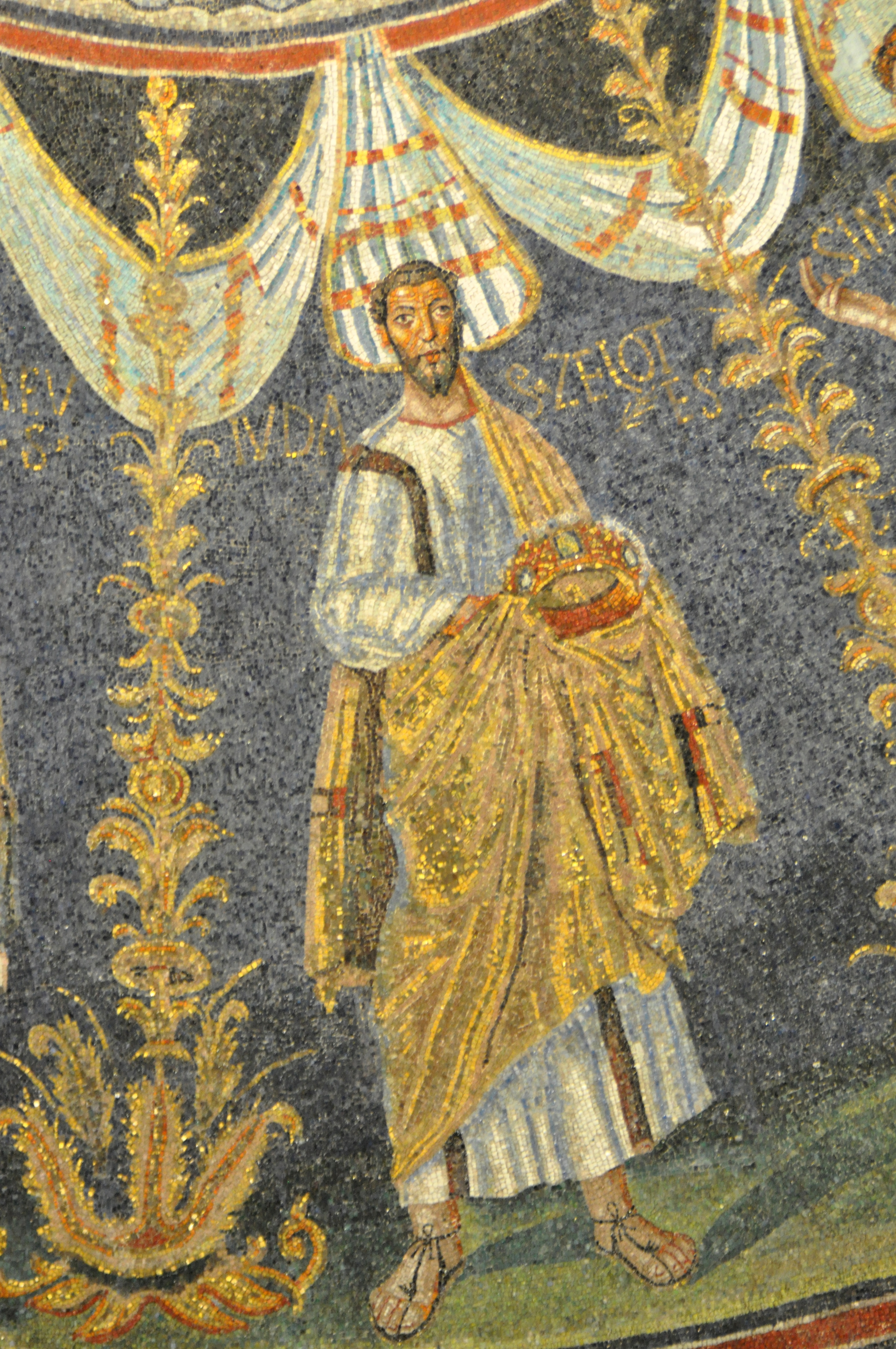
Obraz judského Zélóta

Zélóti (řecky: ζηλωτής, tj. „horliví“, hebrejsky: קנאים, kana'im), též sikarioni, byla militantní židovská skupina a protiřímské odbojové hnutí v 1. století n. l. v Judeji. V roce 66 n. l. se podíleli na protiřímském povstání a revoltě, která vešla ve známost jako první židovská válka. V té se různým židovským skupinám podařilo osvobodit Jeruzalém, který však nakonec Římané v roce 70 dobyli zpět a zbořili tamní Chrám.
Zélóti krátce předtím prchli do pevnosti Masada, kterou lstí obsadili na počátku povstání, a stali se posledním místem odporu proti Římanům. Pevnost nebylo možno přímo dobýt, a tak se ji Římané rozhodli odříznout od přístupových cest a vyhladovět. Díky dobrým zásobám se zélótům podařilo přečkat tři roky. Během těchto let však římští ženisté postavili rampu, díky níž mohli beranidlem prorazit hradbu pevnosti. V roce 73 tak byli Římané připraveni k závěrečnému útoku. V noci před předpokládaným útokem promluvil vůdce zélótů, El'azar ben Ja'ir, ke svým stoupencům a připomněl jim společné odhodlání nikdy nebýt sluhy Římanů ani jiného Boha. Ti se nakonec všichni rozhodli pro kolektivní sebevraždu a vypálení všech staveb na Masadě. Tento akt pokládali za kiduš ha-šem, tj. posvěcení jména Hospodinova. Když druhý den Římané vtrhli v plné zbroji do pevnosti, objevili na tisíc mrtvých obránců pevnosti. Příběh o sebevraždě se Římané dozvěděli díky dvěma ženám, které se před hromadnou sebevraždou spolu s pěti dětmi ukryly v nádrži na vodu. (O jejich příběhu pojednává dvoudílná minisérie stanice CBS The Dovekeepers).